# William Flinders Petrie

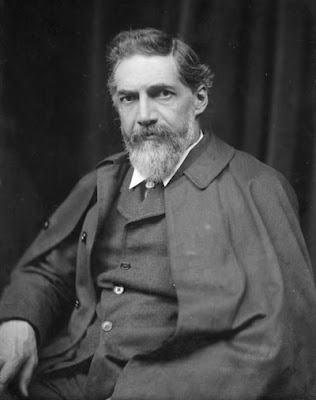
Portret van William Flinders Petrie, (1903)

Sir William Matthew Flinders Petrie (Charlton (Londen), 3 juni 1853 - Jeruzalem, 28 juli 1942) was een Brits archeoloog en egyptoloog.

## Levensloop
Petrie begon zijn carrière met het beroep van zijn vader, landmeter. Op zijn 24ste publiceerde hij over het neolithische monument Stonehenge, dat hij zeer nauwkeurig had opgemeten. In datzelfde jaar (1880) bestudeerde hij de piramiden van Gizeh. Het werd het begin van een 40-jarig project van studies in Egypte en het Midden-Oosten.
Flinders werkte zeer zorgvuldig en nauwgezet. Op dat moment was archeologie nog goeddeels het terrein van goudzoekers en avonturiers. Flinders echter zeefde elke schep zand die hij verplaatste, hield nauwgezet zijn vondsten, landmeetkundige coördinaten enzovoort bij, nummerde en tekende zijn vondsten, archiveerde en catalogiseerde zijn aantekeningen. Daarmee was hij de grondlegger van de moderne wetenschappelijke archeologie.
In de volgende twee jaar, bij opgravingen in Naukratis en Daphnae, legde hij verband tussen specifieke kenmerken van de gevonden potscherven en hun herkomst en datering. Zo wist hij aan te tonen dat beide plaatsen Griekse handelshavens waren geweest. In de daaropvolgende jaren werkte hij dit systeem van dateren van potscherven verder uit. Het is tegenwoordig nog altijd een van de belangrijkste methoden van vindplaats-datering (chronologie).
Een andere door hem ontwikkelde methode was de statistische analyse van vindplaatsen, waarmee hij zijn tijd zo ver vooruit was, dat deze methode verder niet gebruikt werd tot er rond 1970 computers voor konden worden ingezet.
Hoewel hij geen officiële scholing had, werd hij in 1892 tot Edwards Professor of Egyptology aan de University College London benoemd. Hij heeft meer dan 100 boeken en over de 900 artikelen op zijn naam staan. 
In 1896 trouwde hij; zijn echtgenote Hilda Petrie was vanaf dat moment zijn vaste partner bij de archeologische expedities en surveys, en de publicaties daarover. 
Zijn belangrijkste boek was waarschijnlijk Methods and Aims of Archaeology uit 1904.
In 1923 werd hij geridderd. Veel van zijn belangrijke opvolgers zijn door hem opgeleid. 
Behalve van onschatbare waarde voor de wetenschap was hij ook nog een zeer schilderachtig figuur.
Bij zijn opgravingen had hij weinig aandacht voor zijn uiterlijk, wat leidde tot een forse verwilderde baard. Om de hitte de baas te blijven liep hij vaak volledig bloot. Daar waren zonder twijfel weinig ooggetuigen van.
Hoewel hij veel musea van een onnoemelijk aantal artefacten heeft voorzien, was hij zelf ook fervent verzamelaar. Hij had waarschijnlijk de grootste privé-verzameling scarabeeën van zijn tijd. Niet dat hij er zelf zoveel vond, maar in die tijd lagen de lokale souvenirwinkels er nog vol mee.
In de begintijd kocht hij er wel honderd per jaar. Na verloop van tijd verzuchtte hij dat het steeds moeilijker werd om interessante te vinden. Wel werd de markt nog altijd overspoeld met scarabeeën met de cartouche van Thoetmosis III. Kennelijk heeft die farao de scarabee als een soort propagandamiddel gebruikt.
Tegenwoordig is de export van en handel in dergelijke zaken strikt verboden en bestaat de handel uit prullaria en vervalsingen. Dat zou Flinders Petrie goed hebben gedaan. Hij heeft zich er vaak over beklaagd dat Egypte in hoog tempo werd leeggeroofd en vernietigd. Mummies werden als brandstof voor de stoomtrein gebruikt. Mummies werden meegenomen naar Europa voor "unwrapping parties". Mummiewindselen werden gebruikt voor de Amerikaanse papierindustrie. Dit leverde bruin papier op dat populair werd als vleespakpapier. Na een cholera-epidemie werd dit soort papier verboden.
Tempels werden gesloopt om als bouwmateriaal te dienen.
Petrie liet zijn hoofd na voor wetenschappelijk onderzoek. Hij was bepaald niet bescheiden en geloofde dat onderzoek van zijn hoofd nader licht op zijn "uitzonderlijke intelligentie" zou kunnen werpen. Het zou verscheept worden van Jeruzalem naar London maar was ten gevolge van de oorlog zoekgeraakt. Het werd echter uiteindelijk geïdentificeerd en wordt nu opgeslagen, maar niet geëxposeerd , in het Royal College of Surgeons. Zijn lichaam is begraven op Mount Zion.
Het Petrie Museum van Egyptische Archeologie maakt deel uit van de University College London Museums and Collections. Het museum bevat meer dan 80.000 antieke Egyptische en Soedanese kunstvoorwerpen en is daarmee een van de grootste collecties ter wereld.